# Campo Número Uno
Campo Número Uno är en ort i Mexiko.   Den ligger i kommunen Cuauhtémoc och delstaten Chihuahua, i den nordvästra delen av landet, 1 300 km nordväst om huvudstaden Mexico City. Campo Número Uno ligger 2 089 meter över havet och antalet invånare är 249.
Terrängen runt Campo Número Uno är platt åt nordväst, men åt sydost är den kuperad. Runt Campo Número Uno är det mycket glesbefolkat, med 4 invånare per kvadratkilometer. Närmaste större samhälle är Cuauhtémoc, 7,8 km norr om Campo Número Uno. Omgivningarna runt Campo Número Uno är i huvudsak ett öppet busklandskap.